# Svéd Nóra
Svéd Nóra (férjezett nevén Ősi Jánosné) (Budapest, 1927. november 14. – Los Angeles, 1982. augusztus 9.) magyar opera-énekesnő (mezzoszoprán).

## Élete
A Liszt Ferenc Zeneművészeti Főiskola magántanulója volt, majd 1947-től Olaszországban Gina Cigna és Aureliano Pertile növendéke. 1949-ben a Magyar Állami Operaház szerződtette. Az 1950-es évek elején Kistarcsára internálták. Csak 1954. január 6-án debütálhatott az Aida főpapnőjeként. Drámai mezzo és comprimarioszerepekben egyaránt fellépett. 1979-ig maradt a budapesti társulat tagja. Vendégszerepelt a Szovjetunióban, Csehszlovákiában, Angliában.
Férje Ősi János (1928–2008) balett-táncos, bábszínész volt.

## Szerepei
- Eugen d’Albert: Hegyek alján – Antonia
- Alekszandr Porfirjevics Borogyin: Igor herceg – Polovec lány
- Benjamin Britten: Albert Herring – Nancy
- Pjotr Iljics Csajkovszkij: Jevgenyij Anyegin – Olga
- Gaetano Donizetti: Lammermoori Lucia – Alisa
- Erkel Ferenc: Brankovics György – Fruzsina
- Farkas Ferenc: A bűvös szekrény – II. odaliszk
- George Gershwin: Porgy és Bess – Maria
- Charles Gounod: Faust – Marthe Schwertlein
- Horusitzky Zoltán: Báthory Zsigmond – Sabina
- Engelbert Humperdinck: Jancsi és Juliska – A boszorkány
- Leoš Janáček: Jenůfa – A bíró felesége
- Leoš Janáček: Katya Kabanova – Varvara
- Láng István: Pathelin mester – Guillemette
- Pietro Mascagni: Parasztbecsület – Lucia
- Carl Millöcker: A koldusdiák – Bronislawa
- Wolfgang Amadeus Mozart: A varázsfuvola – Második hölgy
- Poldini Ede: Farsangi lakodalom – Harmadik kisasszony
- Giacomo Puccini: Pillangókisasszony – Szuzuki; Kate Pinkerton
- Giacomo Puccini: Gianni Schicchi – La Ciesca
- Ránki György: Az ember tragédiája – Cigányasszony; II. géphang
- Ribári Antal: Lajos király válik – Királyné
- Nyikolaj Andrejevics Rimszkij-Korszakov: Az aranykakas – Amelfa
- Gioachino Rossini: Tell Vilmos – Hedvig
- Dmitrij Dmitrijevics Sosztakovics: Katyerina Izmajlova – Szonyetka
- Richard Strauss: Elektra – Harmadik szolgáló
- Szokolay Sándor: Vérnász – Anyós
- Giuseppe Verdi: Rigoletto – Maddalena; Ceprano grófné
- Giuseppe Verdi: La Traviata – Flora Bervoix
- Giuseppe Verdi: A végzet hatalma – Curra
- Giuseppe Verdi: Aida – Amneris; Főpapnő
- Richard Wagner: A bolygó hollandi – Mary
- Richard Wagner: A walkür – Fricka; Siegrune
- Richard Wagner: Istenek alkonya – Wellgunde